# Heinz Maybaum
Heinrich Johannes Friedrich August Maybaum (* 19. Februar 1896 in Doberan; † 25. Februar 1955 in Flensburg) war ein deutscher Historiker und Hochschullehrer.

## Leben
Heinz Maybaum war Sohn des Gymnasiallehrers Johannes Maybaum (1864–1932) und dessen Frau Elise Auguste Wilhelmine, geb. Engel (* 1865), Ratssekretärstochter aus Neubrandenburg. Er wurde evangelisch-lutherisch erzogen.
Nach dem Abitur in Schwerin 1914 studierte Maybaum von 1914 bis 1924 Deutsch und Geschichte in Tübingen, München und ab Herbst 1921 in Rostock. Von 1914 bis 1920 nahm er als Kriegsfreiwilliger am Ersten Weltkrieg teil und geriet dabei in französische Kriegsgefangenschaft. Wegen der Verzögerung durch den Krieg legte er erst 1924 das Staatsexamen, die Promotion und die Lehramtsprüfung an der Universität Rostock ab. Mit einer Dissertation über die Entstehung der Gutsherrschaft im nordwestlichen Mecklenburg erwarb er den Grad eines Dr. phil.
Von 1924 bis 1927 war Heinz Maybaum Studienreferendar und ab 1926 Lehrer an der Großen Stadtschule Rostock. Danach wechselte er nach Hamburg, wo er von 1927 bis 1934 als Kustos am Museum für Hamburgische Geschichte arbeitete. In seiner Habilitationsschrift untersuchte er das Recht der Pfarrgründung des Mittelalters im Hamburger und Bremer Raum. Danach lehrte er von 1934 bis 1936 als Privatdozent für mittelalterliche und neuere Geschichte an der Universität Hamburg. Während dieser Zeit war er Block- und später Stützpunktleiter der NSDAP in Hamburg. Von 1934 an hatte er zunächst eine Lehrstuhlvertretung, ab 1935 eine Professur an der Philosophischen Fakultät der Universität Rostock inne; 1938 wurde er zum ordentlichen Professor für Mittlere und Neuere Geschichte ernannt. 1936 wurde er Direktor des Historischen Seminars, im selben Jahr Dekan und übernahm die Aufsicht über das historische Archiv der Universität Rostock.
Seine Forschungsthemen waren die Geschichte des „deutschen Ostens“ sowie die Agrar- und Landesgeschichte. Ab 1941 bis zum Kriegsende übte er an der Universität die Funktion des Mobilisierungsbeauftragten aus. Mitte 1945 floh er aus Rostock und wurde von der Universität Rostock entlassen. Von 1945 bis 1950 arbeitet er als Deutschlehrer und Buchautor in Flensburg. So war er ab 1950 Mitautor und Mitherausgeber einer siebenbändigen Geschichte Deutschlands beginnend beim Frankenreich bis zur Gegenwart. Der letzte Band erschien 1954 im Diesterweg Verlag Frankfurt/Main.

## Publikationen
- Die Entstehung der Gutsherrschaft im nordwestlichen Mecklenburg. Amt Gadebusch und Amt Grevesmühlen. Dissertation, 1924.
- Das Recht der Pfarrgründung und der Patronat im kolonialen Teil der Kirchenprovinz Hamburg-Bremen während des Mittelalters. Habilitationsarbeit, 1934.
- Das Erste Reich und wir. Vortrag, gehalten am Tag der Wissenschaft (18. Juni 1938) in der Aula der Universität. Rostock 1939.
- Grundzüge der Geschichte. bearbeitet von Heinrich Haverkamp, Heinz Maybaum, Heinrich Schneider u. a., Diesterweg Verlag Frankfurt/Main, ohne Jahresangabe.
  - Bd. 5: Von der Urgeschichte bis zum Entstehen der abendländischen Völkergemeinschaft. Bearb. von Heinrich Haverkamp, Heinz Maybaum in Verbindung mit Rudolf Weirich. Diesterweg Verlag, Frankfurt am Main 1951.
  - Bd. 6: Vom Beginn des mittelalterlichen Kaiserreiches bis zum Ende des absolutistischen Zeitalters. Bearb. von Heinz Maybaum und Ernst Busch. Diesterweg Verlag Frankfurt am Main 1951.
- Grundzüge der Geschichte.
  - Bd. 2, Mittelstufe: Vom Frankenreich bis zum westfälischen Frieden. bearbeitet von O. Ebding, Heinrich Haverkamp, Heinz Maybaum u. a., Diesterweg Verlag Frankfurt/Main 1952.
  - Bd. 3, Mittelstufe: Vom westfälischen Frieden bis zum Wiener Kongress. bearbeitet von Hans Schneider, Heinrich Haverkamp, Hein Maybaum, Diesterweg Verlag Frankfurt/Main 1952
  - Bd. 4, Mittelstufe: Vom Wiener Kongress bis zum Ausbruch des 2. Weltkrieges. bearbeitet von Heinrich Haverkamp, Heinz Maybaum, Heinrich Schneider, Diesterweg Verlag Frankfurt/Main, 1952.
  - Bd. 7: Von der Französischen Revolution 1789 bis zur Gegenwart. bearbeitet von Heinrich Haverkamp, Heinz Maybaum, Heinrich Schneider, Diesterweg Verlag Frankfurt/Main, 1954.
- Vom Beginn des mittelalterlichen Kaiserreiches bis zum Ende des absolutistischen Zeitalters. 1958.